# Peter Krämer (Theologe)
Peter Krämer (* 19. Februar 1942 in Dankerath) ist ein deutscher römisch-katholischer Theologe und emeritierter Professor für Kirchenrecht an der Theologischen Fakultät Trier und Diözesanrichter für das Bistum Trier.

## Leben
Krämer trat, nachdem er 1961 das Abitur am Friedrich-Wilhelm-Gymnasium in Trier machte, in das Bischöfliche Priesterseminar Trier ein und nahm noch im selben Jahr das Studium der Theologie und der Philosophie an der Theologischen Fakultät Trier auf. Selbiges beendete er 1967, nach zwischenzeitlichem Aufenthalt an der Julius-Maximilians-Universität Würzburg, mit dem Lizentiat. Zuvor wurde er am 31. Juli 1966 in der Liebfrauenkirche zu Trier zum Priester geweiht. Anschließend wirkte er von 1967 bis 1968 als Kaplan in Saarbrücken. Bevor Krämer 1972 an der Theologischen Fakultät Trier zum Doktor der Theologie promoviert wurde, studierte er von 1968 bis 1970 Kirchenrecht an der Gregoriana in Rom.
1973 dann erhielt er von der Deutschen Forschungsgemeinschaft ein Habilitationsstipendium und habilitierte sich 1976, nach einer kurzen Tätigkeit als Assistent am kirchenrechtlichen Seminar der Theologischen Fakultät Bonn. Hierauf erhielt er mehrere Lehraufträge in Münster, Tübingen und Bonn, bis er 1979 zum außerplanmäßigen Professor für Kirchenrecht an der Theologischen Fakultät der Universität Bonn ernannt wurde. Ein Jahr später erhielt er einen Lehrstuhl für Kirchenrecht und kirchliche Rechtsgeschichte an der Katholischen Universität Eichstätt. 1997 erhielt er einen Ruf als Professor für Kirchenrecht an die Theologische Fakultät Trier. 2010 wurde er entpflichtet.
Seit 1984 ist Krämer zusätzlich Richter am Diözesangericht im Bistum Trier. Von 1995 bis 2004 war er Vorsitzender der Arbeitsgemeinschaft für katholisches Kirchenrecht in der Bundesrepublik Deutschland. Am 30. November 2009 ernannte Papst Benedikt XVI. Krämer zum Ehrenprälaten.
Zu seinen Schülerinnen und Schülern gehören u. a. Sabine Demel und Ludger Müller, Libero Gerosa und Philipp Thull.
Sein Bruder Karl Krämer war Vizepräsident der Aufsichts- und Dienstleistungsdirektion (ADD) in Trier.

## Publikationen (Auswahl)
- Dienst und Vollmacht in der Kirche. Eine rechtstheologische Untersuchung zur Sacra-Potestas-Lehre des II. Vatikanischen Konzils. Trier 1973.
- Theologische Grundlegung des kirchlichen Rechts. Die rechtstheologische Auseinandersetzung zwischen H. Barion und J. Klein im Licht des II. Vatikanischen Konzils. Trier 1977.
- Warum und Wozu kirchliches Recht? Zum Stand der Grundlagendiskussion in der katholischen Kirchenrechtswissenschaft. Trier 1979.
- Religionsfreiheit in der Kirche. Das Recht auf religiöse Freiheit in der kirchlichen Rechtsordnung. Trier 1981.
- Kirchenrecht I. Wort – Sakrament – Charisma. Stuttgart 1992.
- Kirchenrecht II. Ortskirche – Gesamtkirche. Stuttgart 1993.
- Universales und partikulares Recht in der Kirche. Konkurrierende oder integrierende Faktoren? Paderborn 1999.